# Mitchell Stephens
Mitchell Stephens (* 5. Februar 1997 in Peterborough, Ontario) ist ein kanadischer Eishockeyspieler, der seit Juli 2024 bei den Seattle Kraken aus der National Hockey League unter Vertrag steht und parallel für deren Farmteam, die Coachella Valley Firebirds, in der American Hockey League auf der Position des Centers spielt. Mit den Tampa Bay Lightning gewann er in den Playoffs 2020 den Stanley Cup.

## Karriere
Mitchell Stephens wurde in Peterborough geboren und spielte in seiner Jugend in der prestigeträchtigen Nachwuchsorganisation der Toronto Marlboros. Im Jahre 2013 wurde er in der Priority Selection der Ontario Hockey League (OHL), der ranghöchsten Juniorenliga seiner Heimatprovinz, an achter Position von den Saginaw Spirit ausgewählt. Für das Team lief der Mittelstürmer mit Beginn der Spielzeit 2013/14 in der OHL auf und verzeichnete als Rookie 21 Scorerpunkte in 57 Spielen. Diese Leistung steigerte er im Folgejahr auf 48 Punkte aus 62 Spielen und nahm zudem am CHL Top Prospects Game teil, ehe er im NHL Entry Draft 2015 an 33. Stelle von den Tampa Bay Lightning berücksichtigt wurde. Nachdem er etwa die Hälfte der Saison 2015/16 aufgrund eines gebrochenen Fußes verpasst hatte, statteten ihn die Lightning im April 2016 mit einem Einstiegsvertrag aus. Wenig später gab er für deren Farmteam, die Syracuse Crunch, in der American Hockey League (AHL) sein Profidebüt. Anschließend kehrte der Kanadier für ein weiteres Jahr in die OHL zurück, wobei er im Januar 2017 innerhalb der Liga an die London Knights abgegeben wurde.
Mit Beginn der Saison 2017/18 wechselte Stephens fest in die Organisation der Lightning und stand vorerst bei den Syracuse Crunch in der AHL auf dem Eis, wobei er als Rookie 41 Punkte in 70 Partien verzeichnete und das Team beim AHL All-Star Classic vertrat. Der Aufstieg in den Kader der Lightning wurde anschließend von einer weiteren Verletzung verzögert, aufgrund derer er in der Spielzeit 2018/19 nur 32 AHL-Spiele bestreiten konnte. Schließlich berief man den Center im Dezember 2019 erstmals in Tampa Bays Aufgebot, sodass er wenig später sein Debüt in der National Hockey League (NHL) gab. Mit dem Team gewann er in den folgenden Playoffs 2020 den Stanley Cup, wobei er mit 38 Spielen mehr als die Hälfte der Partien der regulären Saison bestritt, sodass er in seiner ersten NHL-Saison direkt auf der Trophäe verewigt wurde. Im Folgejahr 2021 verteidigten die Lightning den Titel, jedoch hatte Stephens nur sieben Spiele der regulären Saison bestritten, sodass er sich diesmal nicht für die Gravur auf dem Stanley Cup qualifizierte. Wenige Wochen nach dem zweiten Titelgewinn der Lightning wurde der Stürmer für ein Sechstrunden-Wahlrecht im NHL Entry Draft 2022 zu den Detroit Red Wings transferiert. Dort war er ein Jahr aktiv, bevor er sich im Juli 2022 als Free Agent den Canadiens de Montréal anschloss. In gleicher Weise wechselte er im Juli 2024 zu den Seattle Kraken.

### International
Erste internationale Erfahrungen sammelte Stephens bei der World U-17 Hockey Challenge 2014 im Januar, wo er mit dem Team Canada Ontario den fünften Platz belegte. In der Altersklasse U18 folgte die Goldmedaille beim Ivan Hlinka Memorial Tournament 2014 sowie die Bronzemedaille bei der U18-Weltmeisterschaft 2015, wobei er bei der WM als Kapitän der kanadischen Auswahl fungierte. Mit der U20-Nationalmannschaft seines Heimatlandes nahm der Angreifer in der Folge an den U20-Weltmeisterschaften 2016 und 2017 teil. Nach einem fünften Rang im Jahre 2016 erreichte das Team im Folgejahr das Endspiel, unterlag dort allerdings dem Team USA und gewann somit die Silbermedaille.

## Erfolge und Auszeichnungen
- 2015 Teilnahme am CHL Top Prospects Game
- 2018 Teilnahme am AHL All-Star Classic
- 2020 Stanley-Cup-Gewinn mit den Tampa Bay Lightning

### International
- 2014 Goldmedaille beim Ivan Hlinka Memorial Tournament
- 2015 Bronzemedaille bei der U18-Weltmeisterschaft
- 2017 Silbermedaille bei der U20-Weltmeisterschaft

## Karrierestatistik
Stand: Ende der Saison 2024/25

### International
Vertrat Kanada bei:
| - World U-17 Hockey Challenge 2014 im Januar - Ivan Hlinka Memorial Tournament 2014 - U18-Weltmeisterschaft 2015 | - U20-Weltmeisterschaft 2016 - U20-Weltmeisterschaft 2017 |

(Legende zur Spielerstatistik: Sp oder GP = absolvierte Spiele; T oder G = erzielte Tore; V oder A = erzielte Assists; Pkt oder Pts = erzielte Scorerpunkte; SM oder PIM = erhaltene Strafminuten; +/− = Plus/Minus-Bilanz; PP = erzielte Überzahltore; SH = erzielte Unterzahltore; GW = erzielte Siegtore; 1 Play-downs/Relegation; Kursiv: Statistik nicht vollständig)

## Familie
Sein Cousin Owen Tippett (* 1999) ist ebenfalls professioneller Eishockeyspieler und wurde im NHL Entry Draft 2017 an zehnter Position von den Florida Panthers ausgewählt.